# マーシオ・クルーズ
マーシオ・"ペジパーノ"・クルーズ（Márcio "Pe de Pano" Cruz、1978年4月24日 - ）は、ブラジルの男性柔術家、総合格闘家。リオデジャネイロ州出身。グレイシー・フュージョン所属。
「ペジパーノ」というニックネームは、アニメに登場するポニーのキャラクターに似ていることに由来している。

## 来歴
2001年4月、第4回アブダビコンバット99kg以上級に参戦。1回戦でマイク・ヴァン・アースデールにレッグロックで一本勝ちするものの、2回戦でショーン・アルバレスに敗北。その後怪我のアルバレスに代わって3位決定戦に登場し、リコ・ロドリゲスを破って3位入賞。無差別級では1回戦でホベルト・トラヴェンにポイント勝ちするものの、2回戦では師カーロス・グレイシーの甥にあたるジアン・マチャドに勝利を譲り開始5秒で一本負けした。
2003年5月、第5回アブダビコンバット99kg以上級の決勝でファブリシオ・ヴェウドゥムに一本勝ち、優勝を果たした。また無差別級にも出場するが、3位決定戦でヴェウドゥムに今度は敗れ、4位に終わった。
同年7月、世界柔術選手権ではアブソルート級に出場。同門のホジャー・グレイシーを破り、同階級の連覇を達成した。
2005年5月、第6回アブダビコンバット99kg以上級に出場。1回戦でミオドラグ・ペトコビッチにスリーパーホールドで一本勝ち、2回戦でダニエル・グレイシーに判定勝ち、準決勝でガブリエル・ゴンザーガにアンクルホールドで一本負け、3位決定戦でファブリシオ・ヴェウドゥムに判定負け、第4位となった。
2005年10月7日、総合格闘技初挑戦およびUFCデビューとなったUFC 55で国原継悟と対戦し、フロントチョークで一本勝ち。
2006年4月15日、UFC 59でジェフ・モンソンと対戦し、判定負け。12月30日のUFC 66ではアンドレイ・アルロフスキーにKOで敗れ、UFCからリリースされた。
2006年5月26日、グラップリング大会L.A.SUB-Xでジェフ・モンソンと再戦し、引き分け。
2007年5月、アブダビコンバット99kg以上級に出場。準決勝でホーレス・グレイシーに負け、3位決定戦でダレン・アンディに勝ち、第3位となった。
2008年6月8日、戦極初参戦となった戦極 〜第三陣〜でチェ・ムベと対戦し、腕ひしぎ十字固めで一本勝ち。

## 戦績
| 総合格闘技 戦績 | 総合格闘技 戦績 | 総合格闘技 戦績 | 総合格闘技 戦績 | 総合格闘技 戦績 | 総合格闘技 戦績 | 総合格闘技 戦績 |
| --------------- | --------------- | --------------- | --------------- | --------------- | --------------- | --------------- |
| 9 試合          | (T)KO           | 一本            | 判定            | その他          | 引き分け        | 無効試合        |
| 7 勝            | 2               | 3               | 1               | 1               | 0               | 0               |
| 2 敗            | 1               | 0               | 1               | 0               | 0               | 0               |

| 勝敗 | 対戦相手                   | 試合結果                   | 大会名                                                  | 開催年月日     |
| ○    | デビッド・ヨスト           | 1R 1:22 チョークスリーパー | Art of Fighting 7: Payday 【WFOヘビー級タイトルマッチ】 | 2010年4月3日   |
| ○    | トム・ザウアー             | 2R 3:43 TKO（パンチ連打）  | Art of Fighting 4: Damage 【WFOヘビー級タイトルマッチ】 | 2009年8月22日  |
| ○    | ダン・クリスティソン       | 5分3R終了 判定3-0          | ICF: Breakout                                           | 2009年4月11日  |
| ○    | チェ・ムベ                 | 1R 4:37 腕ひしぎ十字固め   | 戦極 〜第三陣〜                                         | 2008年6月8日   |
| ○    | ハファエル・カバウカンチ   | 3R 3:42 反則               | IFL: Las Vegas                                          | 2007年6月16日  |
| ×    | アンドレイ・アルロフスキー | 1R 3:15 KO（パウンド）     | UFC 66: Liddell vs. Ortiz 2                             | 2006年12月30日 |
| ×    | ジェフ・モンソン           | 5分3R終了 判定1-2          | UFC 59: Reality Check                                   | 2006年4月15日  |
| ○    | フランク・ミア             | 1R 4:10 TKO（パウンド）    | UFC 57: Liddell vs. Couture 3                           | 2006年2月4日   |
| ○    | 国原継悟                   | 2R 1:20 フロントチョーク   | UFC 55: Fury                                            | 2005年10月7日  |

### グラップリング
| 勝敗 | 対戦相手         | 試合結果    | 大会名    | 開催年月日    |
| △    | ジェフ・モンソン | ポイント0-0 | L.A.SUB-X | 2006年5月26日 |

## 獲得タイトル
- 世界柔術選手権 茶帯スペルペサード級優勝、アブソルート級優勝（2000年）[1]
- 世界柔術選手権 黒帯ペサディシモ級3位、アブソルート級3位（2001年）[2]
- 世界柔術選手権 黒帯ペサディシモ級優勝、アブソルート級優勝（2002年）[3]
- 世界柔術選手権 黒帯アブソルート級優勝（2003年）[4]
- ブラジル柔術選手権 黒帯スペルペサード級優勝、アブソルート級優勝（2000年）
- ブラジル柔術選手権 黒帯ペサディシモ級優勝、アブソルート級2位（2001年）
- 第4回アブダビコンバット 99kg以上級 3位（2001年）
- 第5回アブダビコンバット 99kg以上級 優勝（2003年）
- 第7回アブダビコンバット 99kg以上級 3位（2007年）
- WFOヘビー級王座（2009年）